# Femme que j'aime
Femme que j'aime est une chanson de 1982 interprétée par Jean-Luc Lahaye, écrite par Michaële et composée par Paul & Lana Sebastian.

## Histoire
En 1982, Jean-Luc Lahaye a déjà sorti plusieurs singles, mais il peine à trouver le succès. Sa rencontre dans la rue avec le duo de compositeurs Paul et Lana Sebastian va lui ouvrir la voie du succès. Initialement proposé au chanteur G.G. Junior, celui-ci refuse le titre Femme que j'aime. Le duo décide alors de le proposer à Jean-Luc Lahaye. Le succès sera au rendez-vous, atteignant le sommet du classement des ventes de singles.

## Classements
| Classement (1982) | Meilleure position |
| ----------------- | ------------------ |
| France (SNEP)     | 1                  |